# 1308 Halleria
1308 Halleria eller 1931 EB är en asteroid i huvudbältet, som upptäcktes 12 mars 1931 av den tyske astronomen Karl Wilhelm Reinmuth i Heidelberg. Den har fått sitt namn efter Albrecht von Haller.
Asteroiden har en diameter på ungefär 46 kilometer.